# Plocama kandaharensis
Plocama kandaharensis är en måreväxtart som först beskrevs av Friedrich Ehrendorfer, Qarar och Schönb.-tem., och fick sitt nu gällande namn av M.Back. Plocama kandaharensis ingår i släktet Plocama och familjen måreväxter. Inga underarter finns listade i Catalogue of Life.